# باغ‌علی
باغ‌علی (به لاتین: Bağəli) یک منطقه مسکونی در جمهوری آذربایجان است که در شهرستان اسماعیللی واقع شده است.